# Le Dieu sauvage
Le Dieu sauvage est le neuvième album de la série Alix, écrite et dessinée par Jacques Martin, sorti en 1970.

## Synopsis
Arrivés à Apollonia d'après un faux message, Alix, Enak et Héraklion découvrent la construction de ce qui doit devenir la plus belle cité du monde romain, dédiée au dieu Apollon. Mais lorsque Héraklion disparaît, Alix et Enak se lancent à sa poursuite, déjouant les pièges du légat Varius Munda, à travers le désert, pour finir par découvrir la cachette des rebelles cyrénéens.

## Personnages

### Alliés
Romains
- Alix Graccus : précepteur d'Héraklion, il a juré à sa mère Adréa de le protéger
- Tiburce Carone : gouverneur d'Apollonia
- Aurélius Frollio : architecte chargé de la construction d'Apollonia

Grecs
- Héraklion :
- Adréa : ancienne reine, mère d'Héraklion, laissée pour morte dans Le Dernier spartiate, elle fut accueillie très affaiblie par les Cyrénéens, et son dernier vœu était de revoir son fils
- Astyanax : fidèle serviteur de Adréa, ancien chef de la garde noire de la reine

Égyptiens
- Enak : adolescent, compagnon d'Alix

Cyrénéens
- Kora : jeune esclave, venant en aide à Alix pour retrouver Héraklion
- Massina : chef des Cyrénéens, emprisonné et torturé à Apollonia avant d'être libéré par Alix
- Héra : fille de Massina, très concernée par l'existence recluse et secrète de son peuple, elle va jusqu'à tenter de tuer Alix afin qu'il ne puisse jamais raconter à personne où se cachent les Cyrénéens
- Haron : prétendant de Héra, à ses ordres

### Adversaires
Romains
- Varius Munda : légat de légion basé à l'extérieur d'Apollonia
- Marcellus : adjoint de Munda
- Clodius Macer : centurion de la légion
- Arminius : colosse chargé de tuer Alix au cours d'un combat singulier

## Autour de l'album
Le Dieu sauvage a été pré-publié dans le Journal de Tintin en 1969.
Premier album de 56 planches au lieu des 64 planches dans les albums précédents.